# 格爾尼角
71°0′S 67°27′W / 71.000°S 67.450°W
格爾尼角（英語：Gurney Point）是南極洲的海岬，位於帕爾默地西岸，海拔高度610米，該海岬在1935年11月23日由美國探險家發現，現時由南極條約體系管理。